# رابی گوتز
رابی گوتز (انگلیسی: Robbie Gotts؛ زادهٔ ۹ نوامبر ۱۹۹۹) بازیکن فوتبال است.
از باشگاه‌هایی که در آن بازی کرده‌است می‌توان به باشگاه فوتبال لیدز یونایتد اشاره کرد.